# Klášter Hájek
Klášter Hájek (německy Waldl, latinsky Sacra silva) je františkánský poutní areál se zahradou a loretánskou kaplí Navštívení Panny Marie, ležící osamoceně ve východní části katastru obce Červený Újezd, zhruba 5 km od západního okraje Prahy. Do kláštera vede poutní cesta z pražské Lorety, podél níž se v blízkosti Hájku zachovala řada výklenkových kaplí.

## Historie

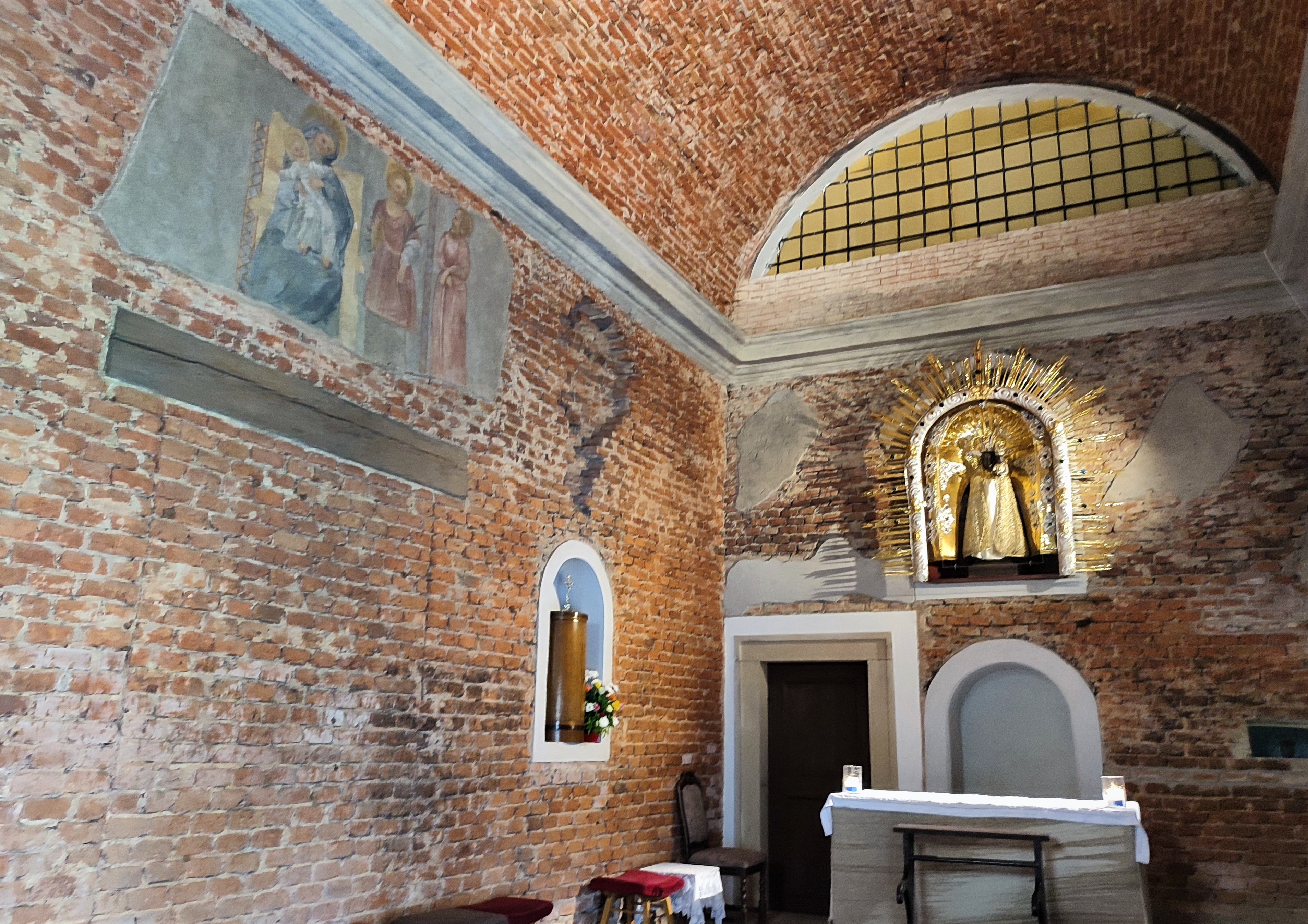
Interiér Loretánské kaple

### Okolnosti vzniku
Název místa pochází od dodnes existujícího, v ohrazenou klášterní zahradu proměněného lesíka, který je skutečnou vzácností v okolní rovinaté zemědělské krajině. Lesík byl na tomto místě vysázen (dle tradice) roku 1589 na rozkaz rytíře Gottharda Floriána Žďárského ze Žďáru (1542–1604), majitele sousedního statku a zámku v Červeném Újezdě. Ohrazený lesík posléze sloužil po několik desetiletí rodině Žďárských a jejím hostům jako obora.

### Vznik kláštera
Základní kámen pro dnešní loretánskou kapli, jednu z nejstarších v Čechách (první, pocházející z roku 1584, byla v Horšovském Týně), položil vnuk Gottharda Floriána tehdejší říšský baron (od srpna roku 1622, od listopadu roku 1628 říšský hrabě) Florián Jetřich ze Žďáru (1598–1653), pán na Kladně, Tachlovicích, Jenči, Červeném Újezdě, Vičicích, Boleboři či Žďáru. Stalo se tak dne 12. června 1623 jako výraz aristokratových snah a přání o narození vytouženého dědice (Františka Adama Eusebia) a jako poděkování za přízeň císaře a krále Ferdinanda II. a přežití dramatických válečných událostí (po roce 1618).
Výstavba kaple trvala dva roky a 2. června 1625 kapli posvětil ke cti blahoslavené Panny Marie Loretánské pražský kníže-arcibiskup Arnošt Vojtěch kardinál z Harrachu. Kaple se okamžitě stala populárním poutním místem (nejen blízkých Pražanů a příslušníků dvora) a pomohla inspirovat vznik pražské Lorety.
O několik let později však byla původní kaple stržena, roku 1630 byla velmi rychle nahrazena přesnější kopií podle italského vzoru, a opět byla vysvěcena za velkého zájmu kardinálem z Harrachu.
Po více než třicet let pečoval o poutní místo zde usazený poustevník, až roku 1659 prvorozený zakladatelův syn a nástupce – hrabě František Adam Eusebius ze Žďáru (zřejmě 6. července 1624, popř. 1623–5. či 7. dubna 1670) založil při kapli středně velký klášter františkánů. Areál kláštera navrhovali a stavbu řídili významní stavitelé a architekti doby raného baroka: Carlo Lurago a Giovanni Domenico Orsi.
V klášteře měl (druhý) hrabě ze Žďáru i své pokoje v prvním patře, kde se často zdržoval. Nákladná stavba byla ovšem dostavěna až několik let po jeho smrti (z výnosů statků rodu ze Žďáru) blízce spřízněnou rodinou hrabat z Martinic.
Po roce 1720 byly podél poutní cesty z Prahy (od Strahova) do Hájku (délka cesty je 14 kilometrů) vybudovány dvě desítky výklenkových kaplí, dodnes dílem zachovalých (a v současnosti opět obnovovaných úsilím dr. Kateřiny Pařízkové a jejích kolegů). Kaple jsou od sebe vzdáleny od 600 do 1100 metrů. Návštěvnost místa odhadovala ve stejné době arcibiskupská kancelář na 60 tisíc poutníků ročně.

### 20. století
Ještě v první polovině 20. století probíhaly v Hájku významné a návštěvnicky častokrát velmi početné akce. Nejvýraznější z nich je 300. výročí založení Lorety, které se slavilo 12. 9. 1926. Do objektu celý den proudily davy lidí, odhad je, že během celého dne navštívilo akci až 6 000 lidí z širokého okolí (např. z Kladna, Smíchova, Prahy, Hořelic, Tachlovic, Košíř, Středokluk, Nebušic, Hostivic, Břevnova, Liboce nebo Královských Vinohrad.
Během války sloužil tento klášter jako archiv, kde se schovávaly písemnosti jiných řádů a též sloužil jako depozitář Archivu Českých zemí. Hájecký klášter fungoval až do roku 1950, (což je pozoruhodné, vzhledem k nacistické okupaci, během níž nebyl zrušen ani klášter, ani řád jako takový), kdy byl v rámci komunistické Akce K zrušen a do roku 1953 sloužil jako sběrný tábor pro církevní osoby. O životě v hájeckém sběrném táboře píše v knize Šéfe, znáte Želiv otec Pavel Zíbal. Popisuje ho takto: „Velitel tábora  Josef   byl  slušný  člověk,  jeho   manželka  s  kněžími sympatizovala,  strava,  kterou  vařili  dva  fráteři Těšitelé ze Slovenska, byla  dobrá. A hlavně, všichni  kněží  zde internovaní mohli denně sloužit mši svatou.  Pracovalo se od 9. hodiny. Kněží pracovali na poli, na pile, ve vepříně i v klášteře samotném – na zahradě, v krejčovské dílně,  rámovali obrazy a navlékali růžence pro výrobní  družstvo Charitu. Časem byl  správce nahrazen jiným, a byla zavedena  politická  školení, která  po  naprostém  fiasku referentů ustala.  Nucení obyvatelé Hájku  byli nakonec rozděleni do  třech skupin:  1) na  skupinu starších  kněží, která měla být přeložena  do nějakého  kněžského  domova,  2) na  skupinu kněží, kteří již  byli na vojně –  ti měli být souzeni  Lidovým soudem v Kladně, 3)  na skupinu kněží,  kteří ještě nebyli  na vojně –  ti měli  jít k  odvodu. Někteří  z kněží  jako “strůjci stávek„ byli odvezeni zpět do Želiva.“ 

### 1992–2021
V 90. letech byl hájecký areál navrácen františkánům. Jako správci areálu dvacet let pečovali nejdříve v přilehlé hájovně a poté v bytě ve zrekonstruované části kláštera manželé Langovi, kteří v roce 2011 odešli ze zdravotních důvodů zpět do Prahy. Od té doby klášter do první třetiny roku 2021 neměl správce. V roce 2016 byl po dlouhých soudních sporech františkánům navrácen lesopark, naposledy v katastru nemovitostí zapsaný jako lesní pozemek. Celý obezděný areál tak znovu tvoří jeden celek. Noví správci, manželé Dirbákovi, nastoupili koncem jara 2021, zrekonstruovali ve východním křídle kláštera dvě cely na byt s kuchyní, koupelnou a toaletou. Nedařilo se jim plnit cíle podle jejich představ, opustili klášter v květnu roku 2022. Klášter opět čeká na další správce. Situaci komplikuje nedostatek peněz. Přesto se situace mírně zlepšuje, klášter navštěvuje stále více poutníků, turistů a cyklistů, jak pro jeho vhodnou polohu vzhledem k Praze, tak pro jedinečný genius loci, místo k meditaci i odpočinku.
Mezi opravy z přelomu 20. a 21. století patří oprava zdí a vstupní brány, odstranění betonových podlah po vojácích na chodbách v přízemí kláštera, rekonstrukce maleb v Loretě, rekonstrukce střech a věže kláštera (trvala přes deset let) a východních prostor kláštera, poustevny a altánu v zahradě. Obdobně pokročily také rekonstrukce některých kaplí poutní cesty.

## Současnost
Vedením kláštera je od roku 2021 pověřen rektor P. Filip Jan Rathouský, kterého do této funkce jmenoval nyní již bývalý rektor, P. Jan Maria Vianney Dohnal.
Klášter je veřejnosti přístupný na požádání, při některých církevních svátcích a o poutích.  Ty se konají pravidelně každý rok od května do prosince (během tzv. Mariánského roku). Obvykle jich bývá kolem 15. Během těchto poutí mají poutníci možnost občerstvit se v malém bistru, které již tradičně provozuje otec Filip. Při silnici je provozována kavárna Bike & café, naproti vstupu tradiční hospoda.

## Popis

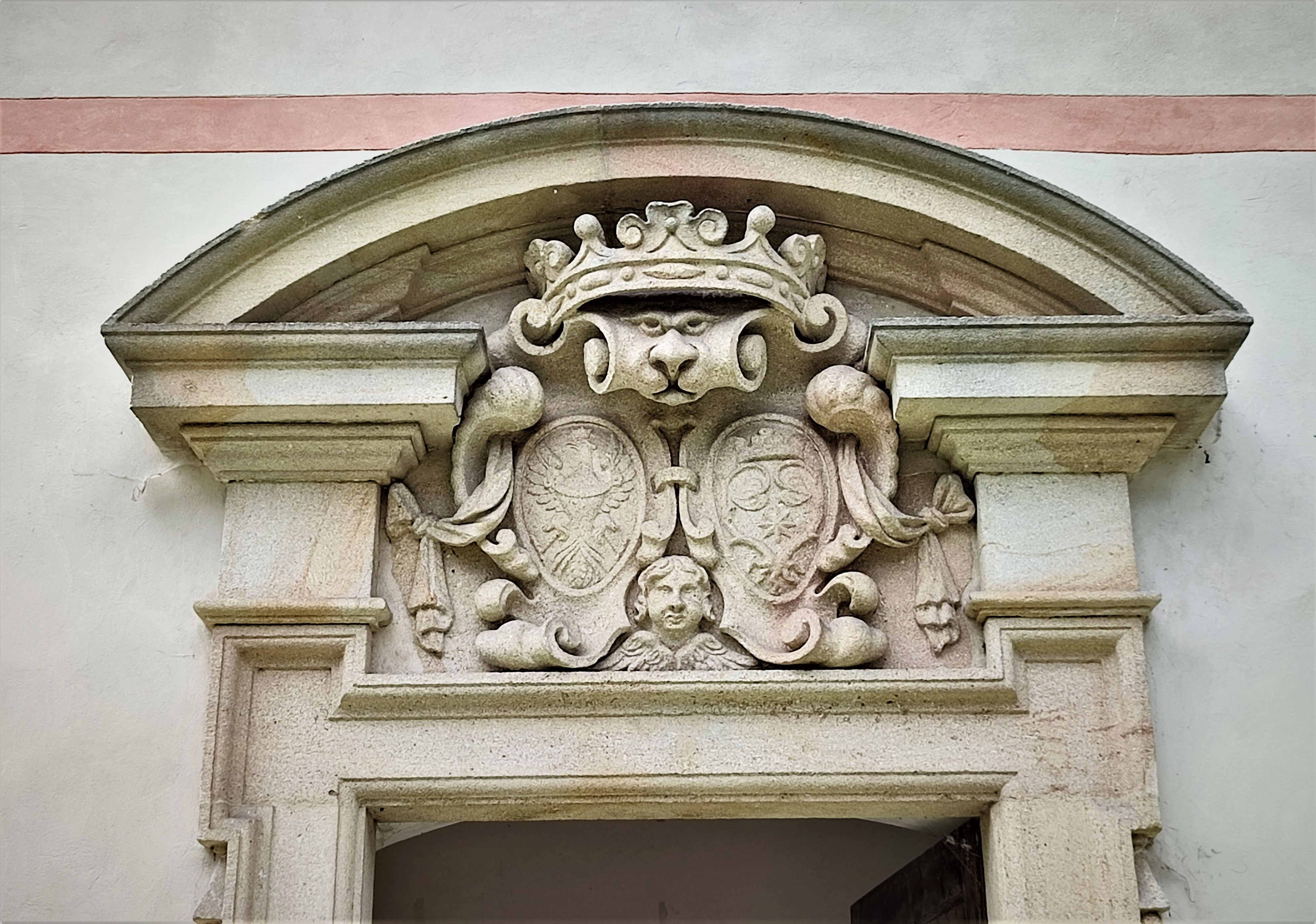
Portálu vchodu do kláštera s aliančními erby zakladatelů, kolem 1625

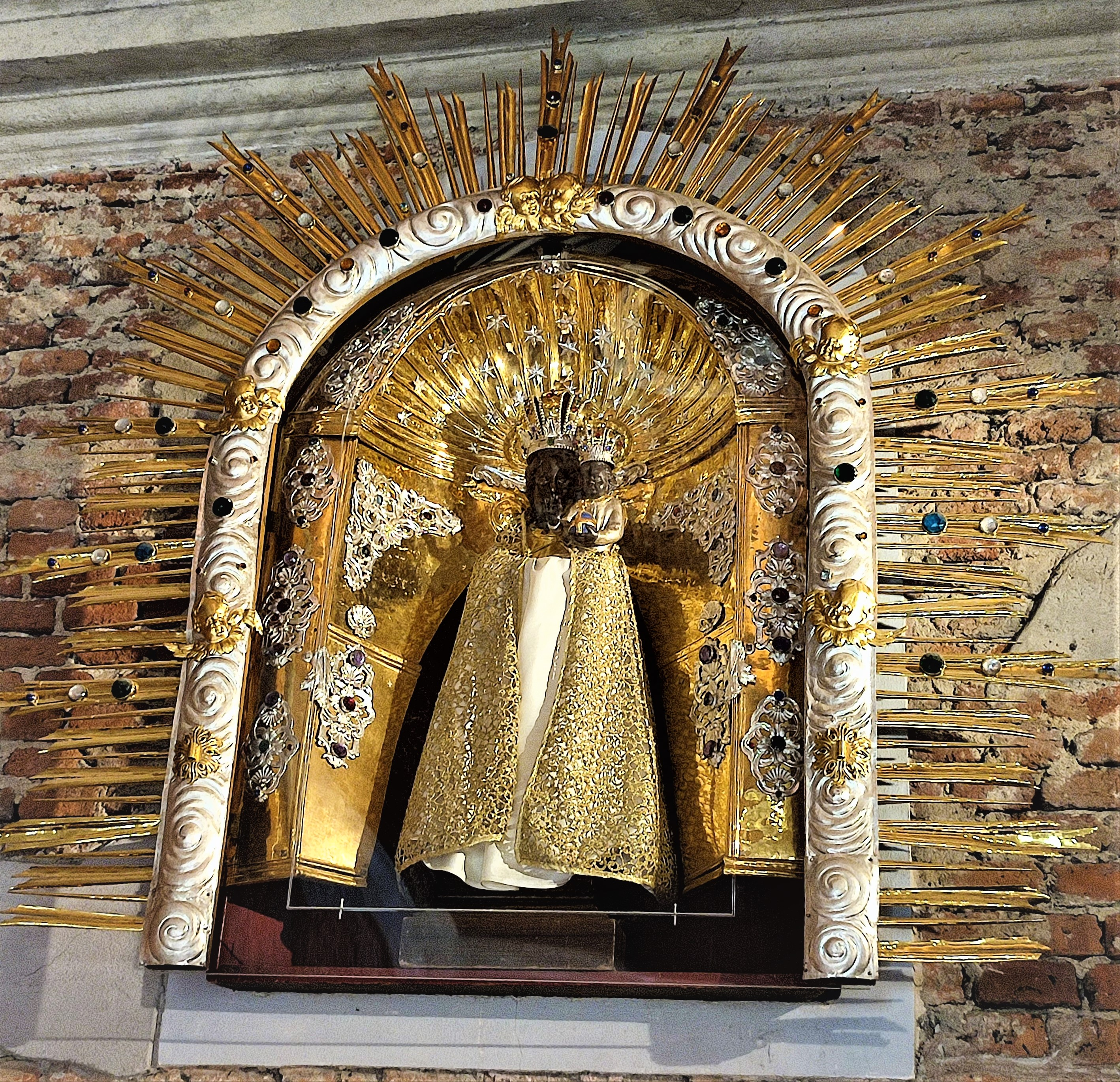
Černá madona v Loretánské kapli

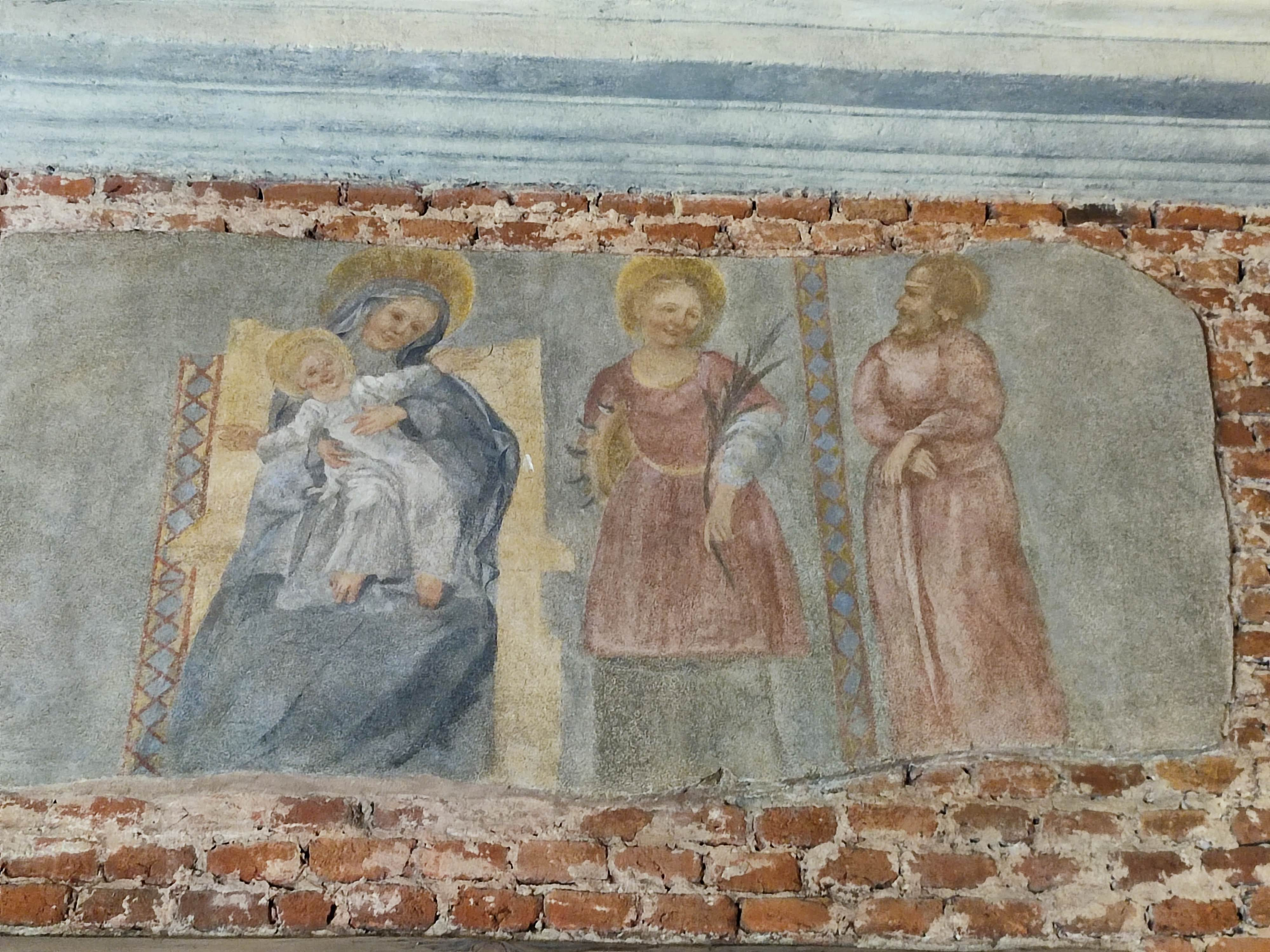
Malba Panny Marie se sv. Kateřinou v Loretánské kapli

- Poutní areál je ohrazen zdí z lomového kamenného zdiva, s branou na jižní straně, k ní vede cesta kolmo od silnice.
- Vstupní brána je barokní, nad vraty má sedlový portál, uprostřed mozaiku s Loretánskou madonou, rekonstruovanou po roce 1990. Po stranách je osazena dvojice kamenných piniových šišek a dvě sochy františkánských řádových patronů, sv. Františka z Assisi a sv. Antonína Paduánského s Ježíškem v náručí. Vchází se jí do areálu Hájku. Po levé straně je oplocená zahrádka, dále hlavní vchod do ambitů a do Loretánské kaple, má barokní portál, na jehož římse jsou pod maskaronem vytesány alianční erby zakladatelů.
- Loretánská kaple – obdélná cihlová stavba s valenou klenbou, je kopií  vzoru z italského Loretta, byla vysvěcena roku 1627 a přestavěna roku 1630. Stěny uvnitř nejsou omítnuté, jen na východní, jižní a západní stěně zkopírovány jsou zbytky nástěnných maleb, opět tak, jak se dochovaly v italské Loretánské kapli. Na východní straně je nad oltářní menzou v nice umístěna poutní socha korunované černé madony s Ježíškem, ve stříbrném věnci posázeném barevnými skly a s paprsčitou svatozáří. Do výklenku severní stěny bylo vsazeno moderní sanktuarium. Podlahu  kryjí čtvercové kamenné dlaždice, uprostřed lodi je mezi ně vložena kosočtverečná náhrobní deska se jménem hraběte Františka Eusebia Žďárského ze Žďáru, se siluetou srdce a chronogramem, podle kterého hrabě zemřel 7. dubna 1670. Mělo zde být pohřbeno jeho srdce.
- Poutní ambity kolem kaple a travnatého obdélného dvora jsou klenuté valenou klenbou s výsečemi, v přízemi se otevírají do dvora arkádami, v patře mají okna. Stavební smlouvu ns klášter roku 1663 podepsali architekt Carlo Lurago a stavitel Giovanni Domenico Orsi. Téhož roku byl položen základní kámen. Začalo se stavbou východního křídla, roku 1668 byla vztyčena věžička s bání a roku byl 1669 vztyčen kříž. Ostatní křídla byla dokončena roku 1681. Na severozápadní a jihozápadní straně jsou dvě rohové (koutové) kaple, další kaple je vložena doprostřed jižního křídla a do západního křídla. Dochovalo se v nich jen z malé části a velmi poškozené dřevěné zařízení (jeden oltář, lavice, zábradlí, skříně), jejich liturgická funkce do roku 2022 nebyla obnovena. Na vnitřních sěnách ambitu jsou v prvém patře v koutech niky se 4 x 2 sochami českých patronů z doby kolem roku 1891; signoval je autor, sochař a kameník Adolf Havel ze Slaného.
- Dvě dřevěné sochy františkánských světců v nadživotním měřítku stojí v přízemí východního křídla ambitu, pocházejí ze 2. čtvrtiny 20. století.
- Knihovna  – byl umístěna v 1. patře východního křídla klášter,  přístupná z ambitu po schodišti.  Historie knihovny sahá do roku 1682. Od počátku měla ve stavebních plánech vyhrazenou místnost. První knihou byla Martyrologium franciscanum, tedy životopisy františkánských světců. Podle tehdejších řádových pravidel musel být při knihovně zřízen i archiv. O knihovnu se významně staral provinční ministr O. Sannig, který pořídil i katalog, používaný až do 19. století. Po roce 1780 bylo v knihovně uloženo přes 1200 svazků, roku 1850 to bylo již cca 3000 knih. Roku 1770 hájecký vikář Serafín Lehner vlastnoručně opravil a sjednotil kolem 1200 děl. Na počátku 20. století se počet knih snížil na 1500 – 2000, přičemž jediným cenným starým tiskem byl prvotisk Zlaté legendy z roku 1485. V roce 1850 byla tato knihovna, stejně jako ostatní klášterní knihovny, zkonfiskována státem. Při restituci z roku 1991 byl zachován jen zlomek souboru. V roce 2006 byl počet starých knih asi 300 kusů, všechny zůstaly uloženy v Praze.
- Mariánský sloup s tordovaným dříkem a sochou Panny Marie Immaculaty na vrcholu, je umístěn v jihovýchodní části dvora. Byl vztyčen roku 1703, jméno sochaře z okruhu Václava Matěje Jäckela není doloženo. Mariánská socha je obdobou Immaculaty z Mariánského sloupu na Staroměstském náměstí v Praze, oproti níž nemá křídla, otáčí hlavu vpravo dolů a shlíží tak na poutníky. Kolem sloupu je kamenná kuželková balustráda.
- Kamenná brána s pěti prázdnými nikami, v nichž byly původně sochy, brána bývala součástí zbořené ohradní zdi, oddělující klášter s hospodářským stavením ze severní strany od zahrady, nyní již stojí samostatně.
- Zahradní kaple za severní branou v travnaté části hájku; čtyřboká meditační kaple či poustevna stojí na vysoké podezdívce, původní schodiště je pobořené a nahrazené ocelovým provizoriem. Interiér je pustý (2022).
- Boží hrob – drobná jeskyně s navršeným kamením ve východní části lesnaté části areálu.
- Poutní cesta z Prahy do Hájku vede ke klášteru z Prahy od Strahovského kláštera (na Dlabačově), přes Liboc, Břevnov, Řepy, Hostivice, Litovice a Chýni. Původně měla 20 barokních výklenkových kaplí s malovanou výzdobou a cesta byla lemována stromořadím, jež se v některých úsecích dochovalo jako ovocná alej. V závěru je opět od 90. let vysazované lipové stromořadí.

## Program záchrany architektonického dědictví
V rámci Programu záchrany architektonického dědictví bylo v letech 1995–2014 na opravu kostela čerpáno 4 405 000 Kč.
| rok    | 2006  | 2007 | 2009 | 2010 | 2011 |
| ------ | ----- | ---- | ---- | ---- | ---- |
| částka | 2 000 | 850  | 500  | 425  | 630  |

## Zajímavosti
- Podle pověsti, kterou zaznamenal mj. i historik a kněz řádu křižovníků Jan František Beckovský, se líbezný hájek stal záhy útočištěm ptactva, které ničilo úrodu v širokém kraji až do té doby, než horoucí modlitby místních obyvatel přivolaly velkou letní bouři, která zdejší opeřené škůdce nadobro pobila.
- Madoně Loretánské z Hájku byla zasvěcena 21. kaple Svaté cesty z Prahy do Staré Boleslavi, která byla založena v letech 1674–1690.

## Galerie

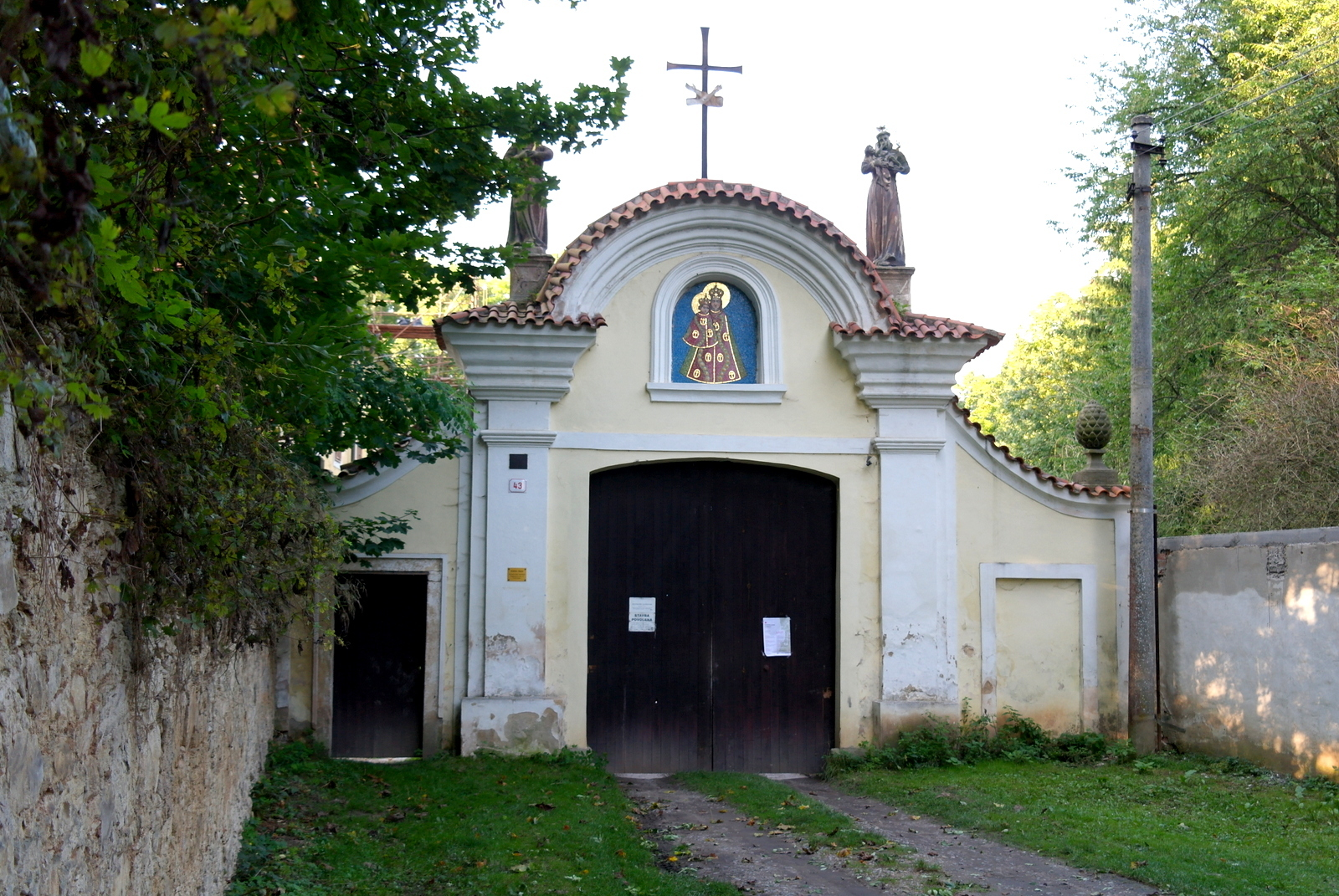
Hlavní brána kláštera
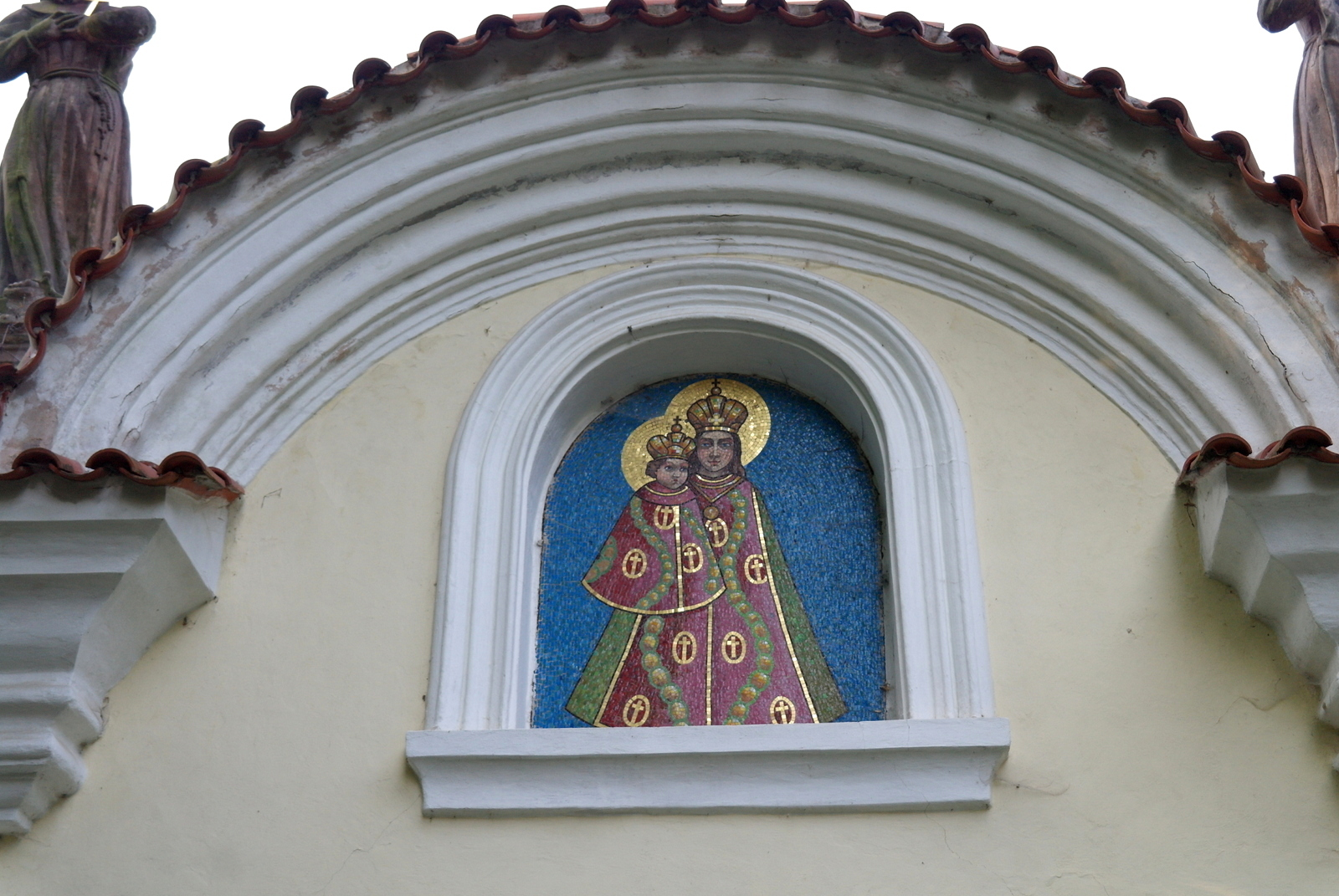
Mozaika na bráně
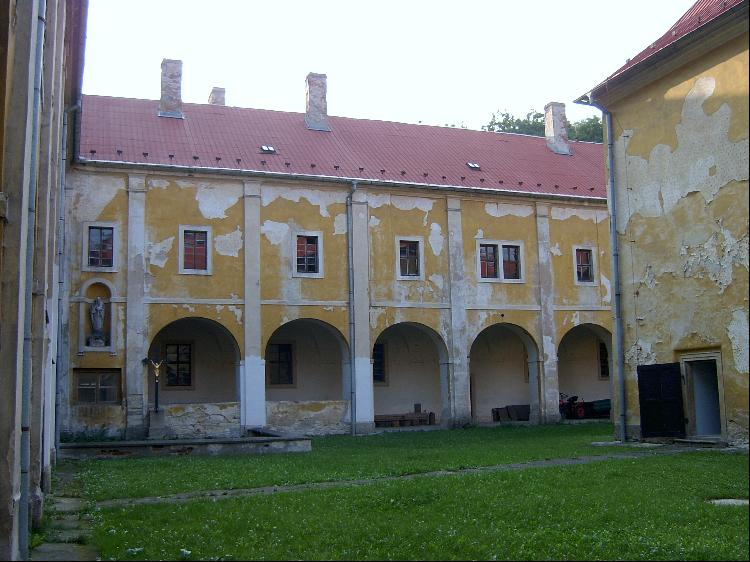
Západní křídlo ambitu
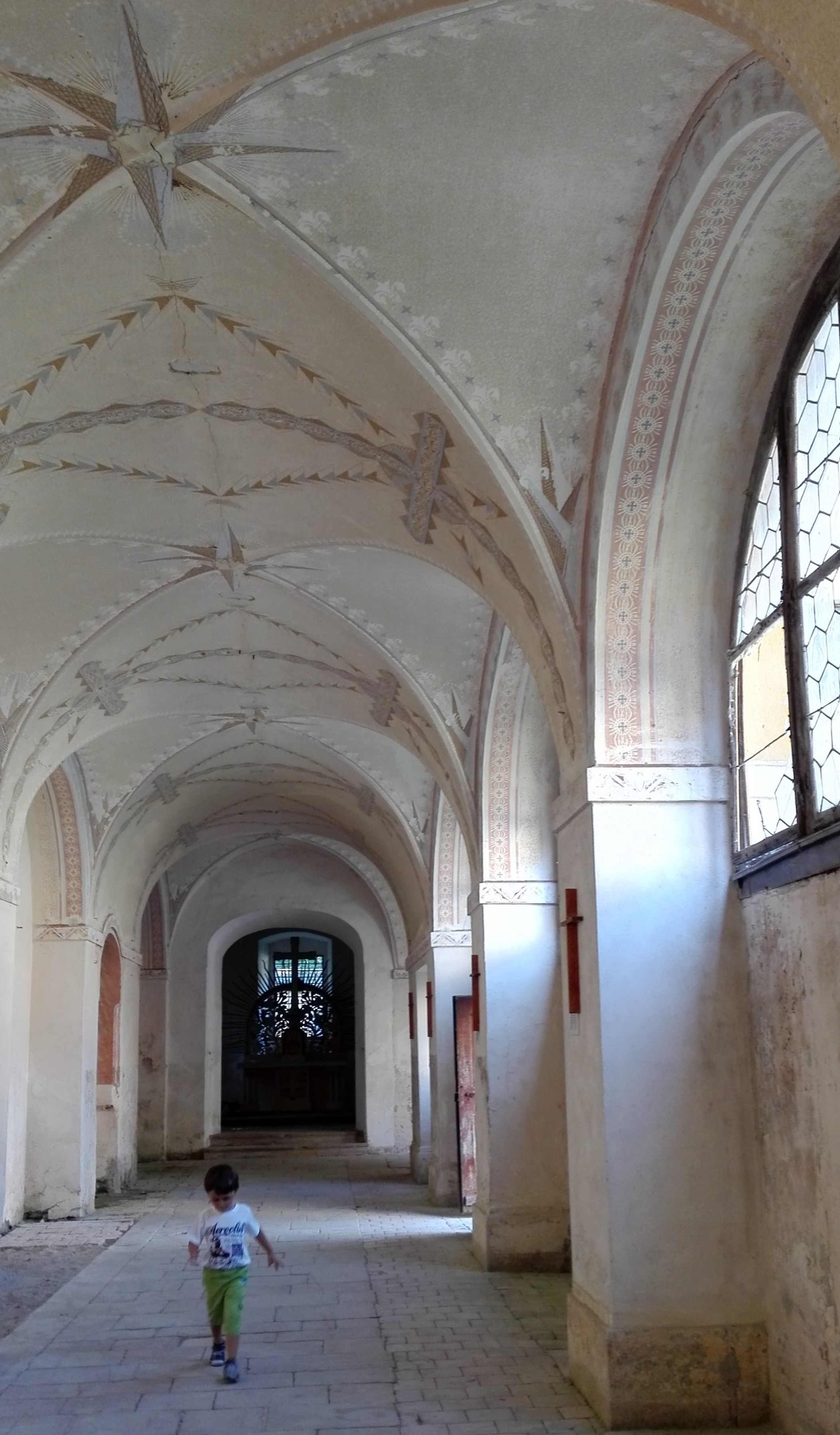
Jižní chodba ambitu
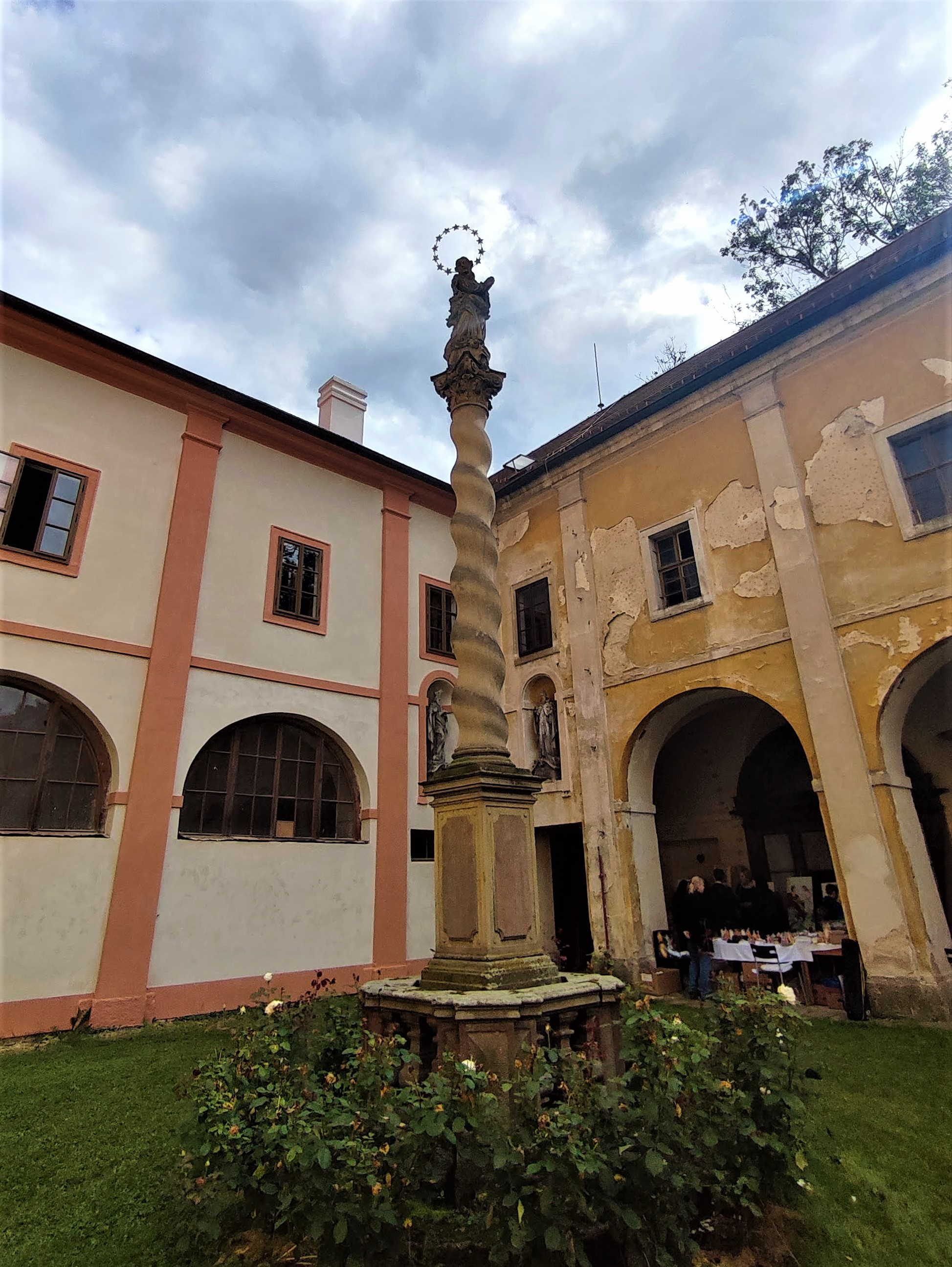
Mariánský sloup
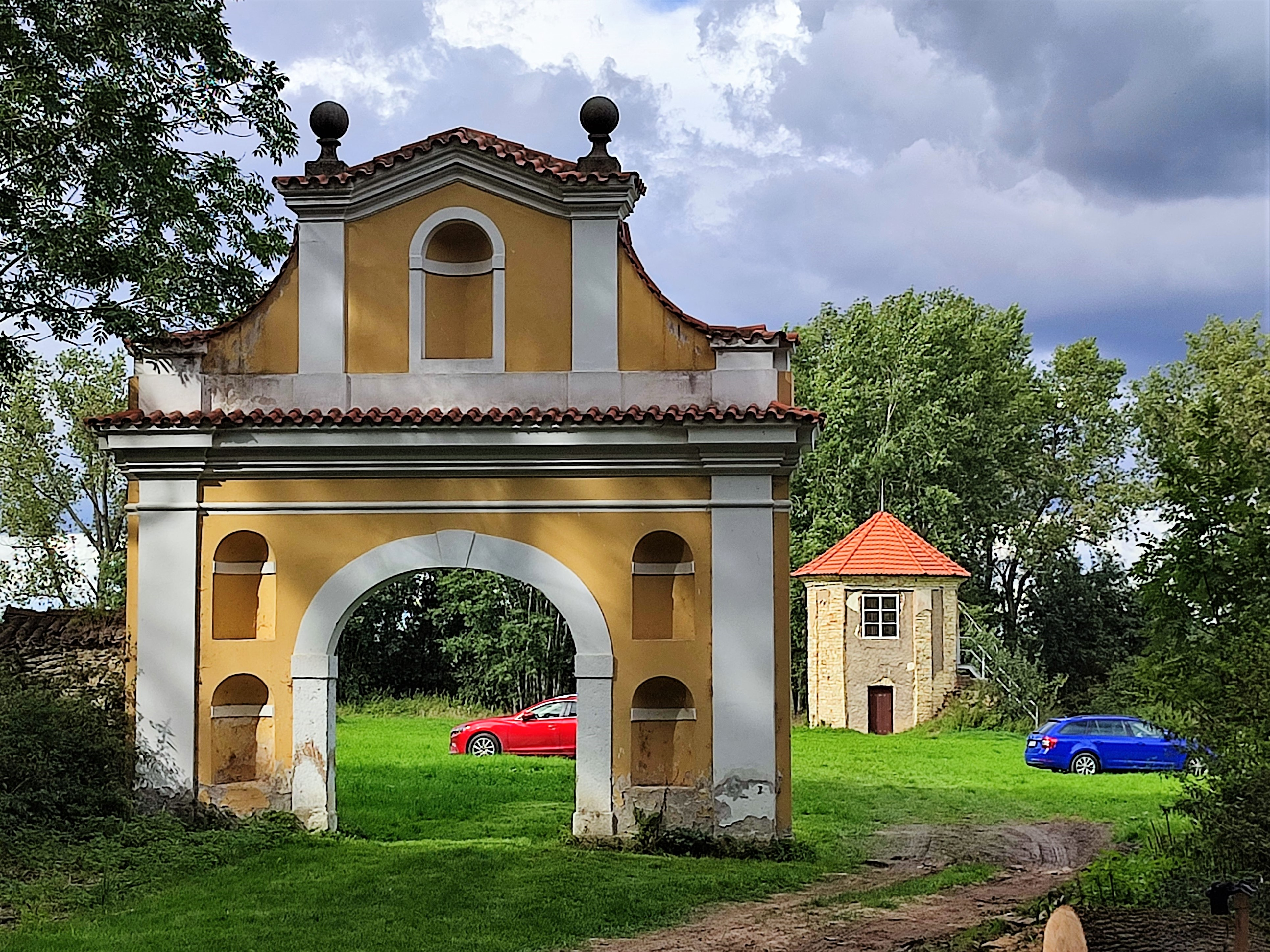
Brána do zahrady a kaple
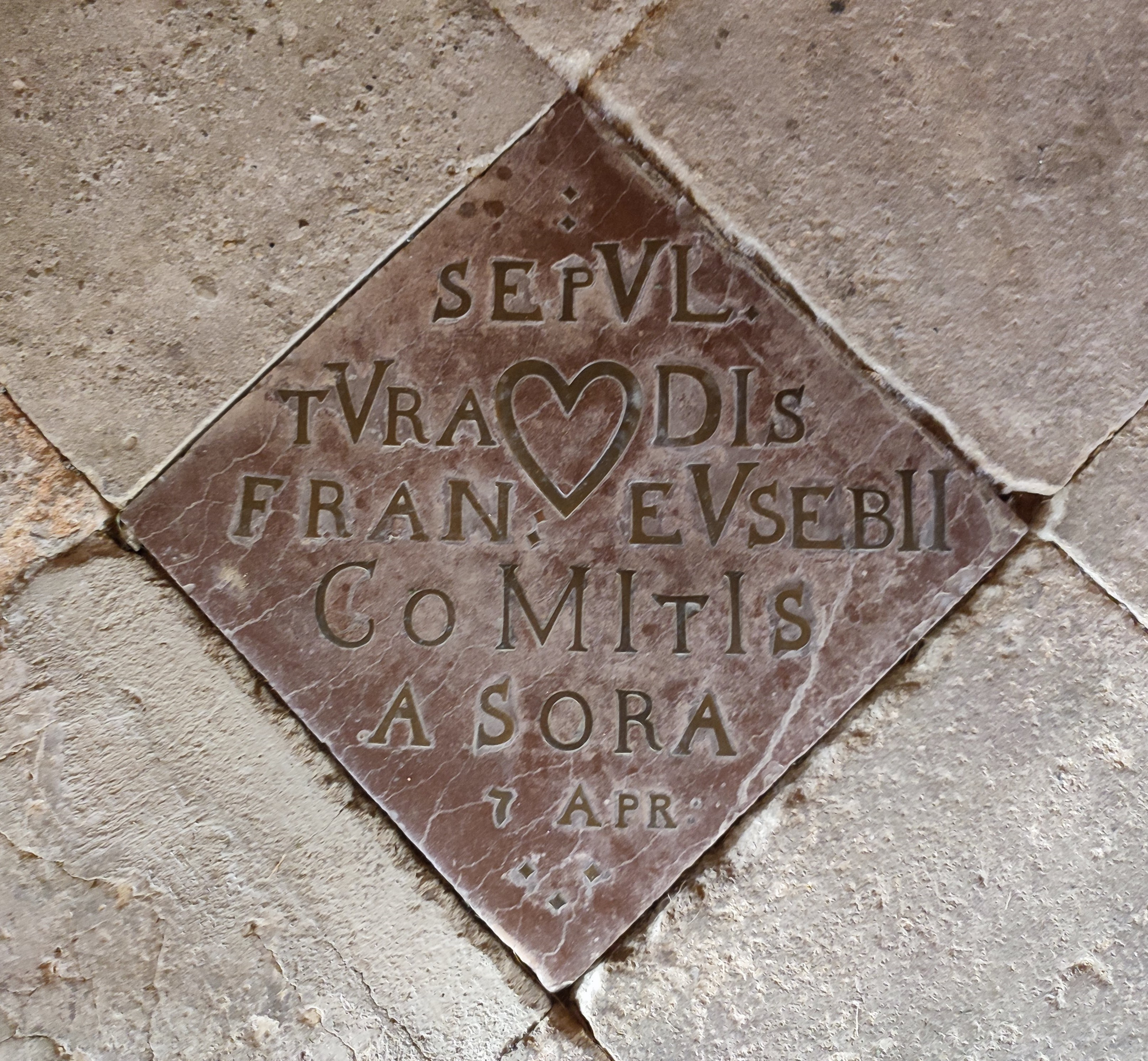
Náhrobek na srdce Františka Eusebia ze Žďáru
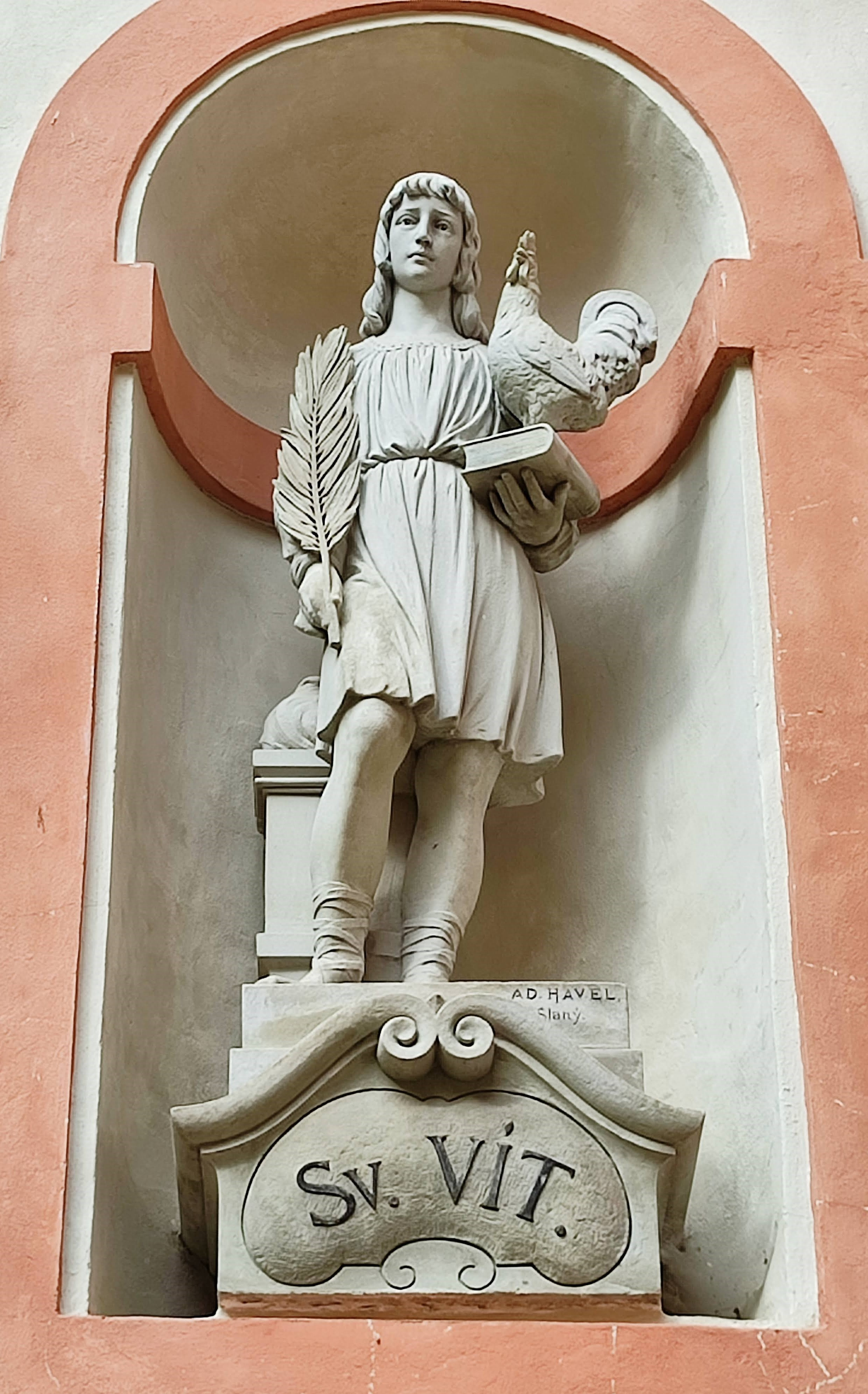
Socha sv. Víta
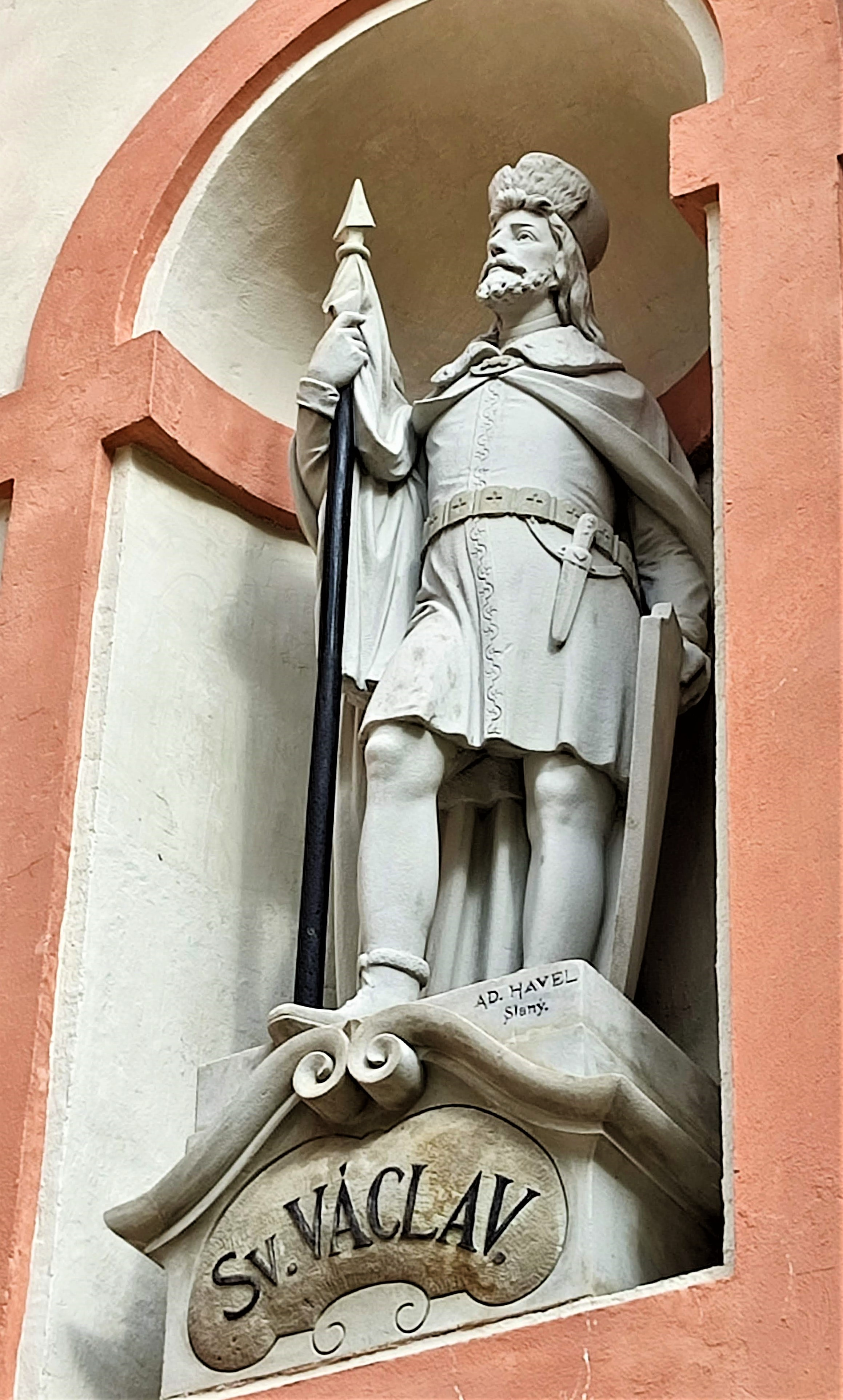
Socha sv. Václava
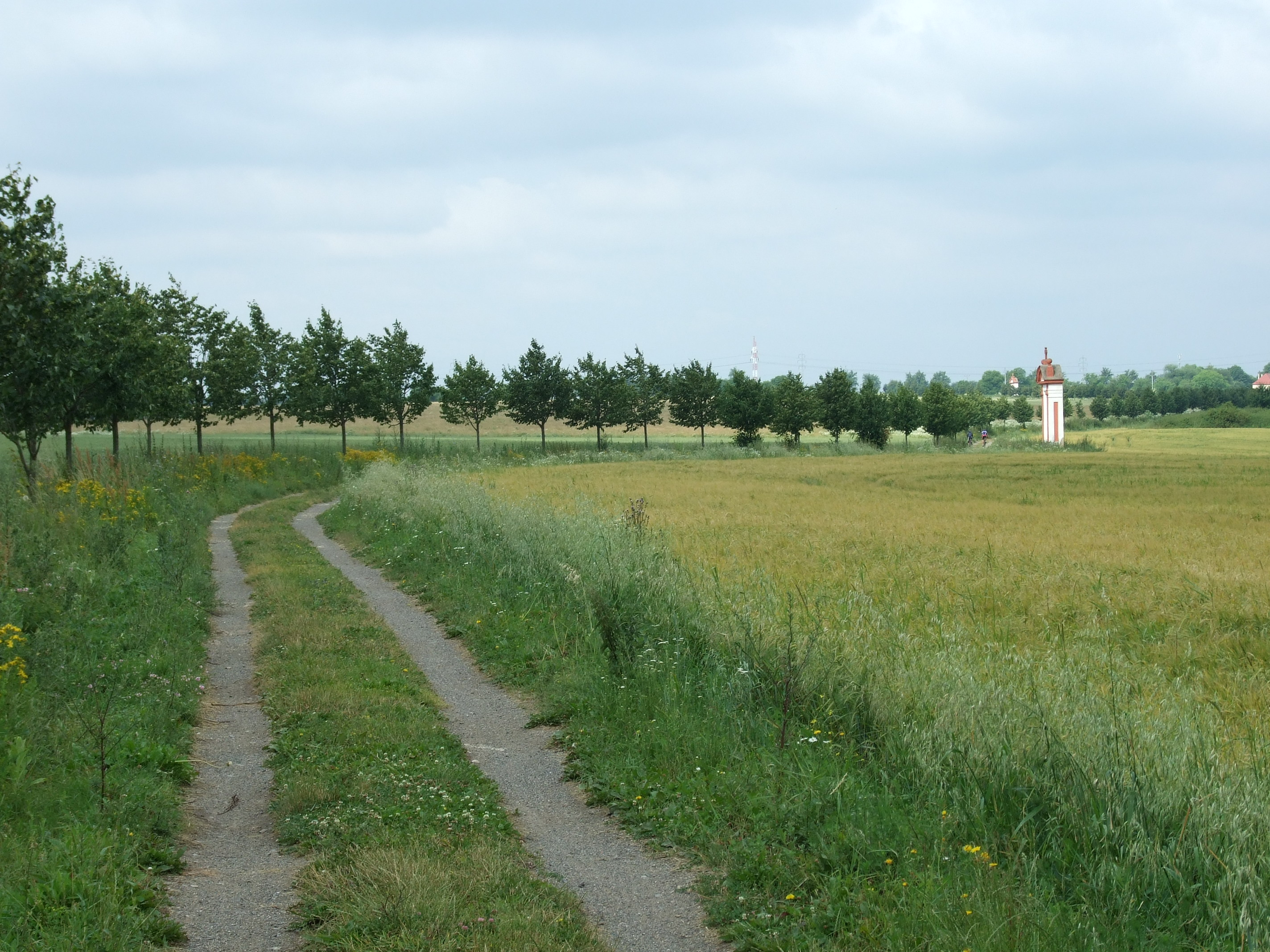
Poslední kilometr poutní cesty s 20. kaplí